# Franz Adamowitsch Klinzewitsch

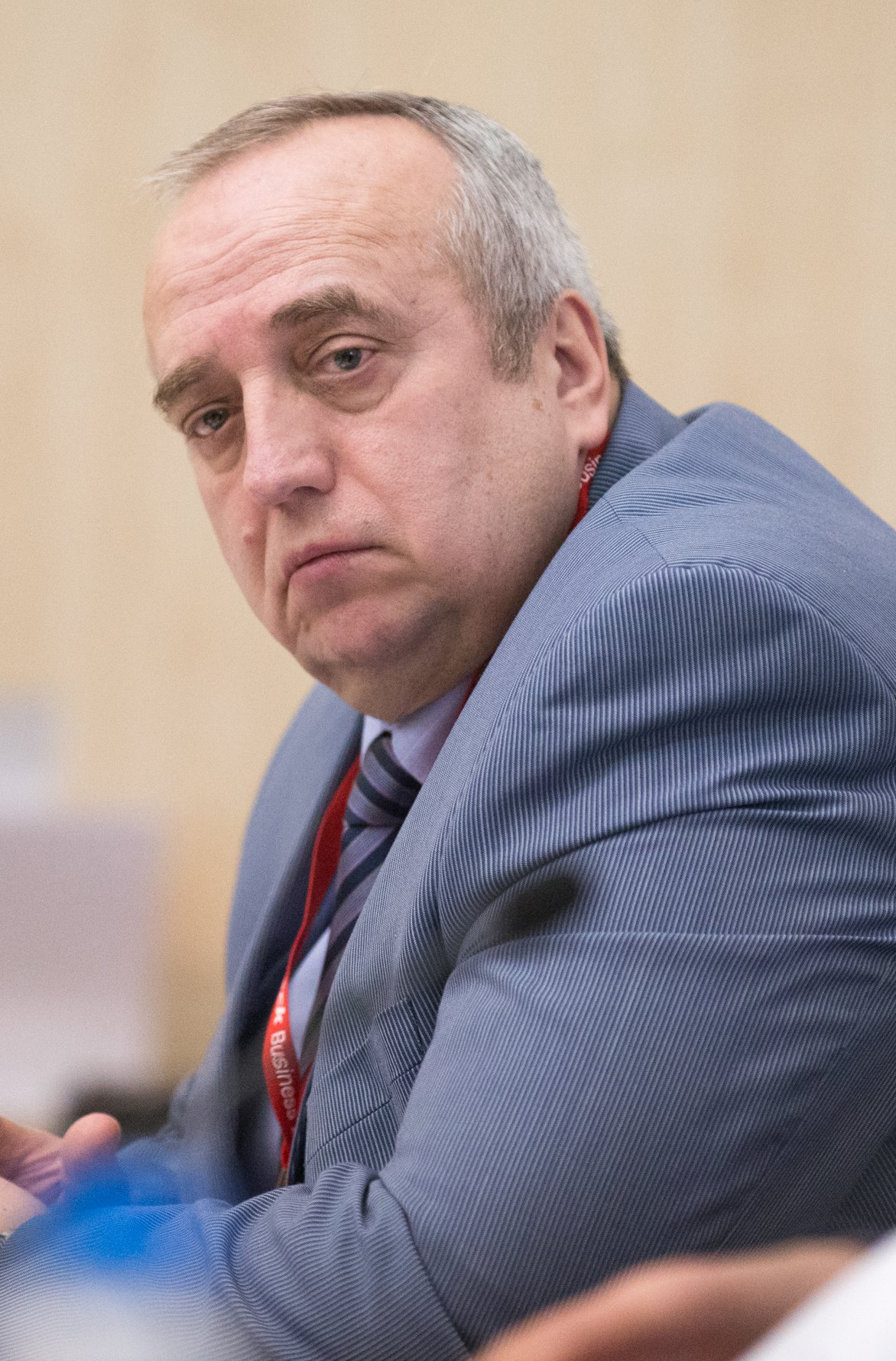
Franz Klinzewitsch 2016

Franz Adamowitsch Klinzewitsch (russisch Франц Адамович Клинцевич; * 15. Juni 1957 in Aschmjany, Weißrussische SSR, Sowjetunion) ist ein russischer Politiker. Er ist Mitglied der Partei Einiges Russland und ehemaliger Dumaabgeordneter.

## Biographie
Die militärische Laufbahn von Klinzewitsch begann 1975 in den Reihen der Roten Armee. 1976 wurde er in die Höhere Militärisch-Politische Panzerartillerieschule von Swerdlowsk aufgenommen. 1986 absolvierte er einen 10-monatigen Kurs für politische Offiziere in Fremdsprachen des Verteidigungsministeriums der UdSSR.
1991 schloss Klinzewitsch die Militärpolitische Lenin-Akademie und 2004 die Abteilung für Umschulung und berufliche Entwicklung der Militärakademie des Generalstabes der Streitkräfte der Russischen Föderation in Moskau ab.
Von 1999 bis 2015 saß er als Abgeordneter von Einiges Russland in der Staatsduma.
Vom 29. September 2015 bis zum 18. September 2018 war er Mitglied des Föderationsrats für die Oblast Smolensk und bis Februar 2018 erster Stellvertreter des Vorsitzenden des Verteidigungsausschusses des Föderationsrates. Er ist Träger des Alexander-Newski-Ordens.
Seine Standpunkte wurden mehrfach in westeuropäischen Medien erwähnt. So wollte er 2012 rund zwei Millionen Euro sammeln, um das Adolf-Hitler-Geburtshaus zu kaufen und anschließend abzureißen. 2016 sagte er, Russland solle den Eurovision Song Contest 2017 boykottieren, da die Ukraine beim Eurovision Song Contest 2016 „nur aus politischen Gründen gewonnen und Russland den Sieg gestohlen“ habe.